# Pier Filipo Mazza
Pier Filipo Mazza (* 20. August 1988) ist ein san-marinesischer Fußballspieler.

## Karriere
Mazza spielt für den san-marinesischen Verein AC Juvenes/Dogana, für die san-marinesische Nationalmannschaft absolviert er regelmäßig Länderspiele.